# Deaf President Now
Cet article concerne le mouvement des étudiants sourds. Pour le film documentaire, voir Deaf President Now!.
Le mouvement Deaf President Now a commencé le 6 mars 1988 et s'est complètement terminée le 13 mars 1988 à l'université Gallaudet. Depuis la création de l'université Gallaudet, l'unique université des sourds est toujours dirigée par des présidents entendants. Les sourds réclament un président sourd. La grève se termine le 13 mars, lorsque Irving King Jordan, un doyen sourd de Gallaudet, est élu comme huitième président de l'université.

## Contexte

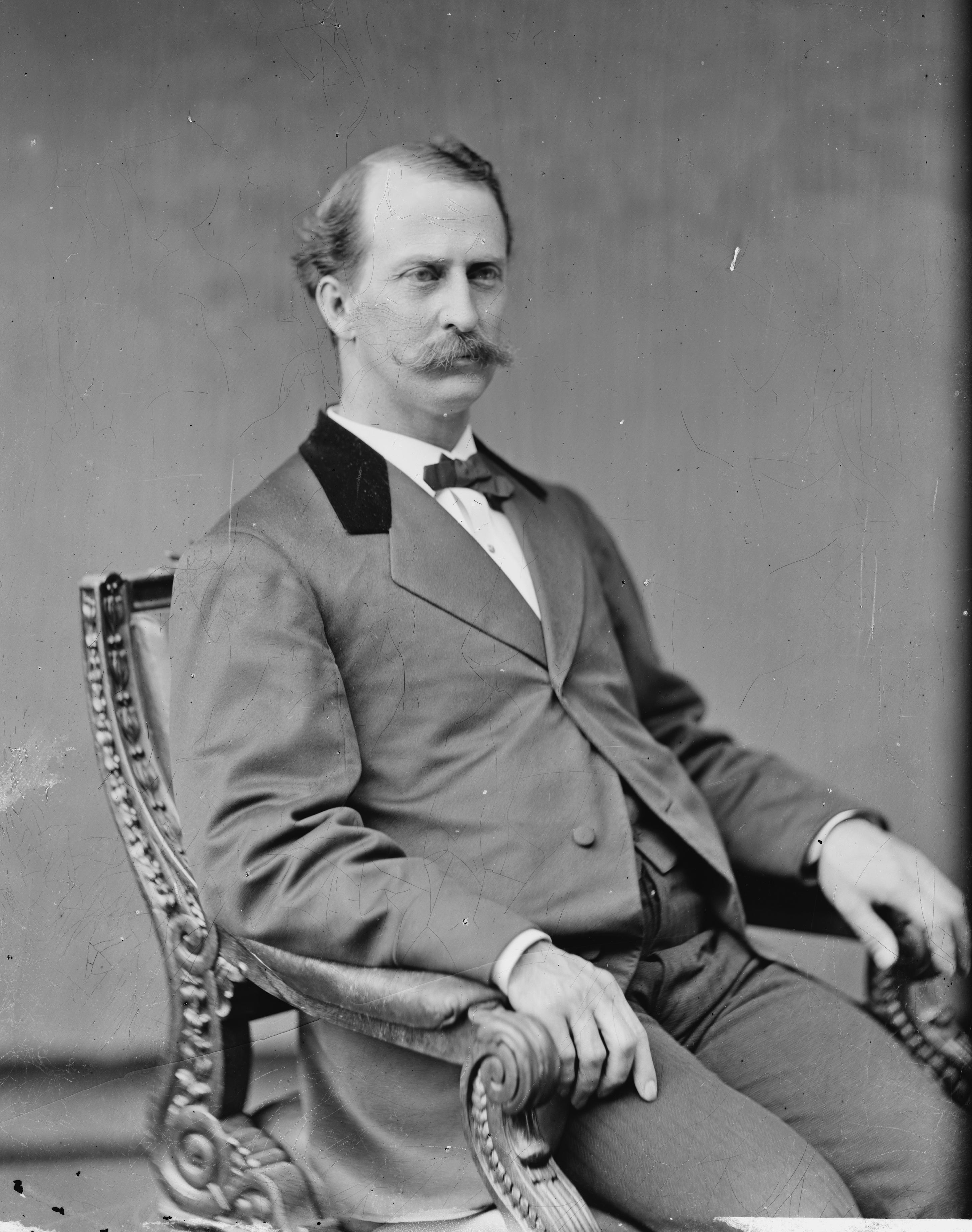
Edward M. Gallaudet

Edward Miner Gallaudet est le fondateur entendant du collège Gallaudet en 1864 pour les sourds. Et depuis cette date-là, aucun président n'est sourd. En 1987, Jerry C. Lee démissionne et le conseil d'administration cherche les candidats. Le conseil a reçu six candidats, trois sourds et trois entendants. Le 28 février, le conseil d'administration choisit trois candidats et parmi trois, deux sont sourds:
- L'entendante Elisabeth Zinser
- I. King Jordan (doyen sourd de Gallaudet de l'Ordre des Arts et des Sciences)
- Harvey Corson (directeur sourd de l'École Louisiana School for the Deaf).

Les étudiants, les professionnels et les anciens étudiants ont créé le comité Deaf President Now et ce dernier rédige une lettre de demande d'un président sourd pour le conseil d'administration. Et le 6 mars 1988, Elisabeth A. Zinser est élue par le conseil d'administration pour le poste de président. Les étudiants sont en colère contre cette décision du Conseil. C'est le début de la grève Deaf President Now.

### Président
Depuis la création de l'université, soit 124 ans, tous les six présidents sont entendants:
- 1864 - 1910 : Edward Miner Gallaudet
- 1910 - 1945 : Dr. Percival Hall
- 1945 - 1969 : Leonard M. Elstad
- 1969 - 1983 : Edward C. Merrill, Jr.
- 1983 - 1984 : W. Lloyd Johns
- 1984 - 1988 : Jerry C. Lee

Et le 6 mars 1988, Elisabeth A. Zinser est élue par le conseil d'administration pour le poste de président. C'est la septième présidente entendante.

## Revendications
Les manifestants sourds présentent quatre exigences au conseil d'administration,:
- La démission de Zinser et la nomination d'un sourd en tant que président de l'université Gallaudet
- La démission immédiate de Jane Bassett Spilman, président du conseil d'administration à cause de son discours : « Les sourds ne sont pas encore prêts à fonctionner dans le monde des entendants »
- La reconstitution du conseil d'administration avec une majorité de 51 % des membres sourds car à cette époque, il était composé de 17 membres entendants et 4 membres sourds.
- Pas de représailles contre des étudiants ou des membres du personnel impliqués dans la grève.

## Chronologie

### 1 mars
Deux jours après le 28 février, quand le conseil d'administration a annoncé avoir choisi trois candidats, dont deux sont sourds, les étudiants se réunissent et décident que le prochain président doit être un sourd et créent le mouvement Deaf President Now (DPN). Le comité DPN rédige une lettre de demande d'un président sourd pour le conseil d'administration .

### 6 mars
L'annonce de la nomination est prévue au campus de l'université à 20h. Vers 18h30, au bureau des relations publiques de l'université, le conseil d'administration annonce que Elisabeth A. Zinser est élue. Les étudiants sont déçus du résultat et la grève commence à être organisée.

### 7 mars

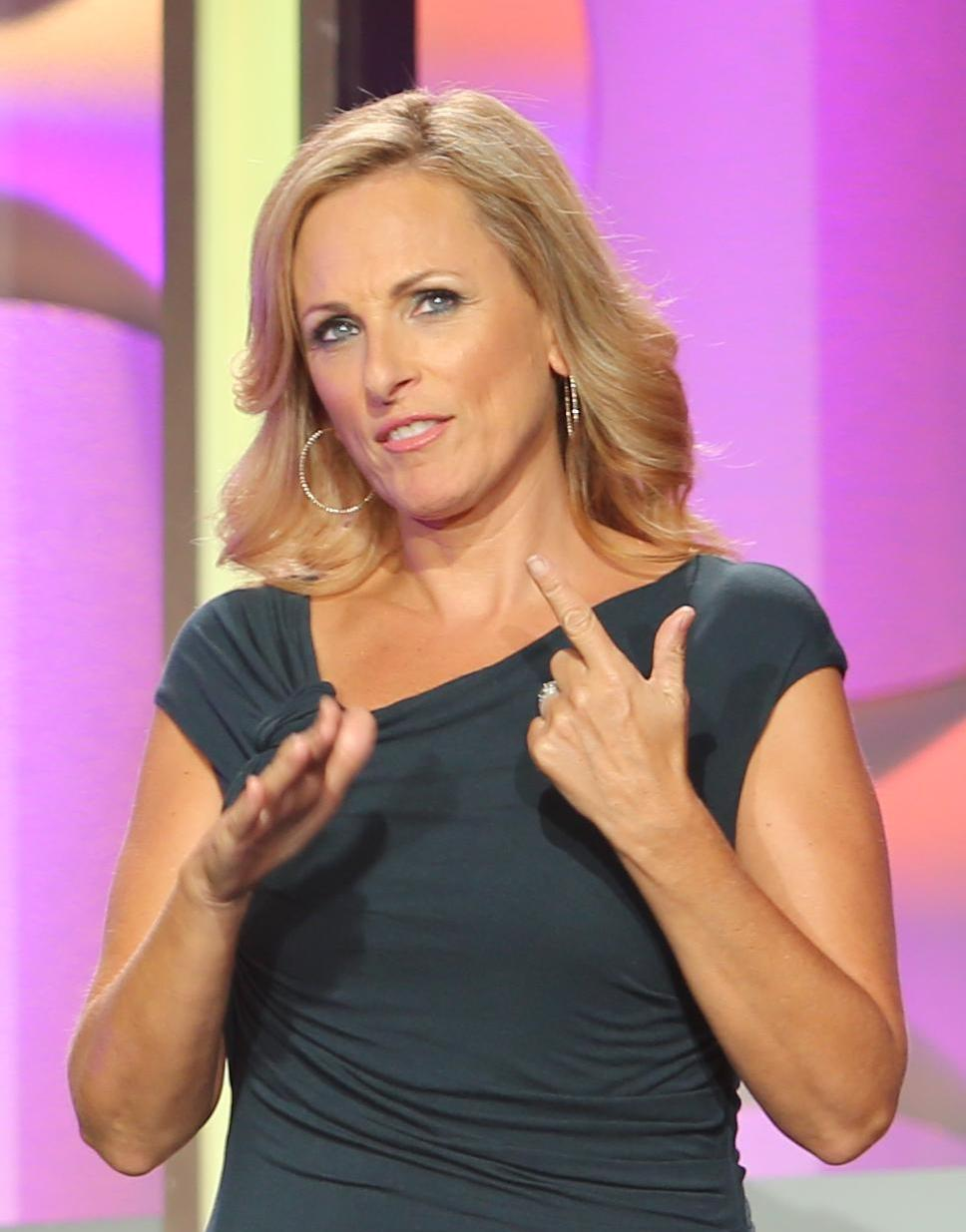
Marlee Matlin en 2014

Les étudiants bloquent l'entrée principale de l'université, ils coincent les autres entrées avec leurs bus et ferment les portes de l'université avec des chaînes. Les cours sont annulés. À midi, Jane Bassett Spilman et les membres du conseil se rendent sur le campus pour discuter. Les représentants de la grève annoncent les quatre revendications. La réunion entre les représentants et les conseillers dure trois heures ; elle n'aboutit pas à un accord.

### 8 mars
La grève continue et quelques étudiant brûlent des effigies (la figure de la personne) de Elisabeth Zinser et Jane Spilman[réf. souhaitée].

### 9 mars
Dans la soirée, Elisabeth Ann Zinser, Greg Hlibok et Marlee Matlin débattent ensemble dans l'émission de Nightline sur la chaîne American Broadcasting Company ABC,.

### 10 mars
Les représentants de la grève et Elisabeth Zinser se réunissent. Mme Zinser accepte la reconstitution du conseil d'administration et l'absence de représailles contre les grévistes (3e et 4e revendications). Les représentants et les grévistes expriment leur déception et ne cèdent pas sur les deux autres exigences. Vers 20h, Elisabeth A. Zinser annonce qu'elle démissionne de ce poste.

### 11 mars
Les grévistes s'installent devant le Capitole des États-Unis.

### 13 mars
Le conseil d'administration se réunit en urgence et Jane Bassett Spilman annonce sa démission. Et on nomme le huitième président et premier président sourd de l'université Gallaudet, Irving King Jordan. Phil Bravin, sourd lui aussi, est nommé président du conseil d'administration. Comme le conseil d'administration a fini par accepter les quatre revendications, la grève s'arrête.

## Réactions politique

### Avant la grève
- Le Vice-président des États-Unis, George H. W. Bush appelle à choisir un président sourd: 
« En tant qu'institution financée par le gouvernement fédéral, Gallaudet a la responsabilité de montrer l'exemple et donc de nommer un président qui est non seulement qualifié, mais aussi sourd. »[8]
- Le sénateur Daniel Robert Bob Graham, dit Bob Graham, demande aux membres du conseil d'administration de choisir un président sourd: 
« Il est regrettable que, depuis sa création, aucun sourd n'ait été président de l'Université Gallaudet. Peut-être qu'il est temps pour une personne sourde de diriger Gallaudet et de servir de modèle pour les étudiants et la communauté sourde. »[9]
- Le sénateur Bob Dole conseille aux membres du conseil d'administration de choisir un président sourd: 
« Il est fortement conseillé que l'Université ait un président hautement qualifié, mais aussi sourd. »[10]
- Le sénateur Lowell Weicker est convaincu que le bon choix est de choisir un président sourd: « L'élection d'une personne sourde hautement qualifiée à la présidence serait certainement une réaffirmation puissante de l'engagement de Gallaudet et une mesure de discrimination positive. »[11]

### Pendant la grève
- Le pasteur Jesse Jackson approuve le mouvement DPN et lui apporte son soutien : « Lorsque le président de la Commission stipule que "les personnes sourdes ne sont pas prêtes à fonctionner dans le monde des entendants", et quand c'est un entendant qui est choisi parmi plusieurs candidats au poste de président qui sont sourds et qualifiés, il n'est pas surprenant que les étudiants de Gallaudet manifestent en signe de protestation. »[12]
- Pat Schroeder, un membre de la Chambre des représentants demande de revoir l'élection du président et exige que le prochain président connaisse la langue enseignée à l'université , c'est-à-dire la langue des signes américaine : « Si les étudiants d'une université ne parlaient que l'arabe, par exemple, il est difficile d'imaginer que le président nommé ne parle pas l'arabe. »[13]
- Le sénateur Paul Simon soutient le mouvement Deaf President Now et approuve la démission d'Elisabeth Zinser: 
« Je voulais que vous sachiez que je soutiens les efforts des étudiants qui cherchent l'éviction d'Elisabeth Zinser en tant que présidente de Gallaudet. »[14]
- Le sénateur Tom Harkin félicite les grévistes: « Par vos actions, vous avez porté la communauté sourde. Vous êtes mes héros. Je suis impatient de rencontrer le prochain président de l'Université Gallaudet qui, je pense, sera sourd. »[15]

## Couverture médiatique
- The Washington Post